# Raimondo Annecchino
Raimondo Annecchino (Pozzuoli, 27 maggio 1874 – Napoli, 7 novembre 1954) è stato uno storico, scrittore e politico italiano.
È considerato lo storico flegreo più importante del XX secolo. Ha ricoperto l'incarico di sindaco di Pozzuoli e fu Presidente della Congrega delle Opere Pie riunite di Pozzuoli.

## Biografia
Raimondo Annecchino nacque a Pozzuoli il 27 maggio 1874 dal barone Achille Annecchino, medico, e dalla nobildonna Giulia d'Anna. Fu avvocato e sindaco di Pozzuoli dal 6 maggio 1944 al 20 giugno 1952, e come politico riscosse numerosi consensi per onestà e rettitudine morale. Fu, inoltre, direttore e scrittore per diverse testate giornalistiche, tra le quali fondò e diresse il Bollettino Flegreo, ove pubblicò gran parte dei suoi saggi, mentre diresse il mensile letterario Mente e Cuore e i giornali locali Corriere Puteolano, Don Checco (1892) e Puteoli (1903).

## Opere
La sua produzione è vasta e ricca di riferimenti documentali d'archivio e spazia dall'antichità fino agli eventi suoi contemporanei. Tra le sue numerose opere vanno citate:
- Pozzuoli e dintorni. Note storiche, Evo Antico, Pozzuoli, 1893;
- Mamozio nella storia e nella leggenda, Pozzuoli, 1894, scritto che ricevette l'elogio di Benedetto Croce, dedicato alla duchessa Teresa Filangieri Fieschi Ravaschieri;
- Riflessi del ciclo troiano nella Campania, Tipogradia Unione, Napoli, 1938;
- Storia di Pozzuoli e della zona flegrea, pubblicata postuma, a cura del Comune di Pozzuoli, 1960 (Arti Grafiche D. Conte - Pozzuoli), riedito nel 1996 da Adriano Gallina Editore, Napoli, ISBN 88-87350-58-2;[3]
- Pozzuoli e Campi Flegrei negli articoli di Raimondo Annecchino, a cura di Raffaele Gamminelli, Adriano Gallina Editore, 2000, ISBN 88-87350-17-5;
- La collezioncina flegrea. Il paesaggio dei Campi Flegrei in Select views in Italy di John "Warwick" Smith, a cura di Raffaele Gamminelli, Adriano Gallina Editore, 2004, ISBN 88-87350-84-1.

## Dediche
A Raimondo Annecchino è intitolata l'omonima Scuola media di Pozzuoli e una via cittadina in località Arco Felice.